# カール・ダーロウ
カール・ダーロウ（Karl Darlow、1990年10月8日 - ）は、イングランド・ノーサンプトン出身のプロサッカー選手。プレミアリーグ・リーズ・ユナイテッド所属。ウェールズ代表。ポジションはGK。

## 経歴

### ノッティンガム・フォレスト
アストン・ヴィラFCのユースチームでプレーを始めたが、16歳で退団しノッティンガム・フォレストFCに移籍。2010-11シーズン最終節のクリスタル・パレスFCでトップチームデビュー。

### ニューカッスル・ユナイテッド
2014年8月、ニューカッスル・ユナイテッドFCに移籍。初年度はレンタルの形でノッティンガムに残留した。
2015年8月、フットボールリーグカップ・ノーサンプトン・タウンFC戦でニューカッスル加入後初出場。12月のウェスト・ブロムウィッチ・アルビオンFC戦でプレミアリーグ初出場。その後ロブ・エリオットとポジションを争い、ニューカッスルのフットボールリーグ・チャンピオンシップ降格後は正守護神に定着した。
2016-17シーズン、マッツ・セルスの加入によりシーズン序盤はスタメンを奪われたが、9月28日に行われたノリッジ・シティ戦でセルスに代わって先発で出場すると、4-3で勝利に貢献。その後はエリオット、セルスを差し置いて正GKに復帰すると、シーズン通してリーグ戦34試合に出場。13試合のクリーンシートを記録し、チームのプレミアリーグ昇格に貢献した。2017-18シーズンは、セルスの移籍に伴い再度エリオットとの一騎打ちとなるも、ポジションを死守。しかし、1月にクラブがマルティン・ドゥブラフカを獲得するとポジションを失った。
2018-19シーズン以降はドゥブラフカの控えとして第2GKにとどまるも、2020-21シーズンにドゥブラフカが長期離脱すると、代わって先発に復帰。このシーズンは25試合に出場した。2022-23シーズンは、ニック・ポープの加入に伴い第3GKに降格。ベンチ入りも厳しくなったために出場機会を求め、2023年1月31日にハル・シティへシーズン終了までレンタル移籍が発表された。

### リーズ・ユナイテッド
2023年7月29日、リーズ・ユナイテッドFCへの完全移籍が発表された。

### 代表
2024年9月、UEFAネーションズリーグに臨むウェールズ代表のメンバーに初招集された。9月9日のモンテネグロ戦で初先発初出場を果たし、デビュー戦を2-1での勝利で終えた。

## タイトル

### クラブ
ニューカッスル・ユナイテッド
- EFLチャンピオンシップ: 2016-17

リーズ・ユナイテッド
- EFLチャンピオンシップ: 2024-25